# Prepodesma
Prepodesma là chi thực vật có hoa trong họ Aizoaceae.